# سيربيروس

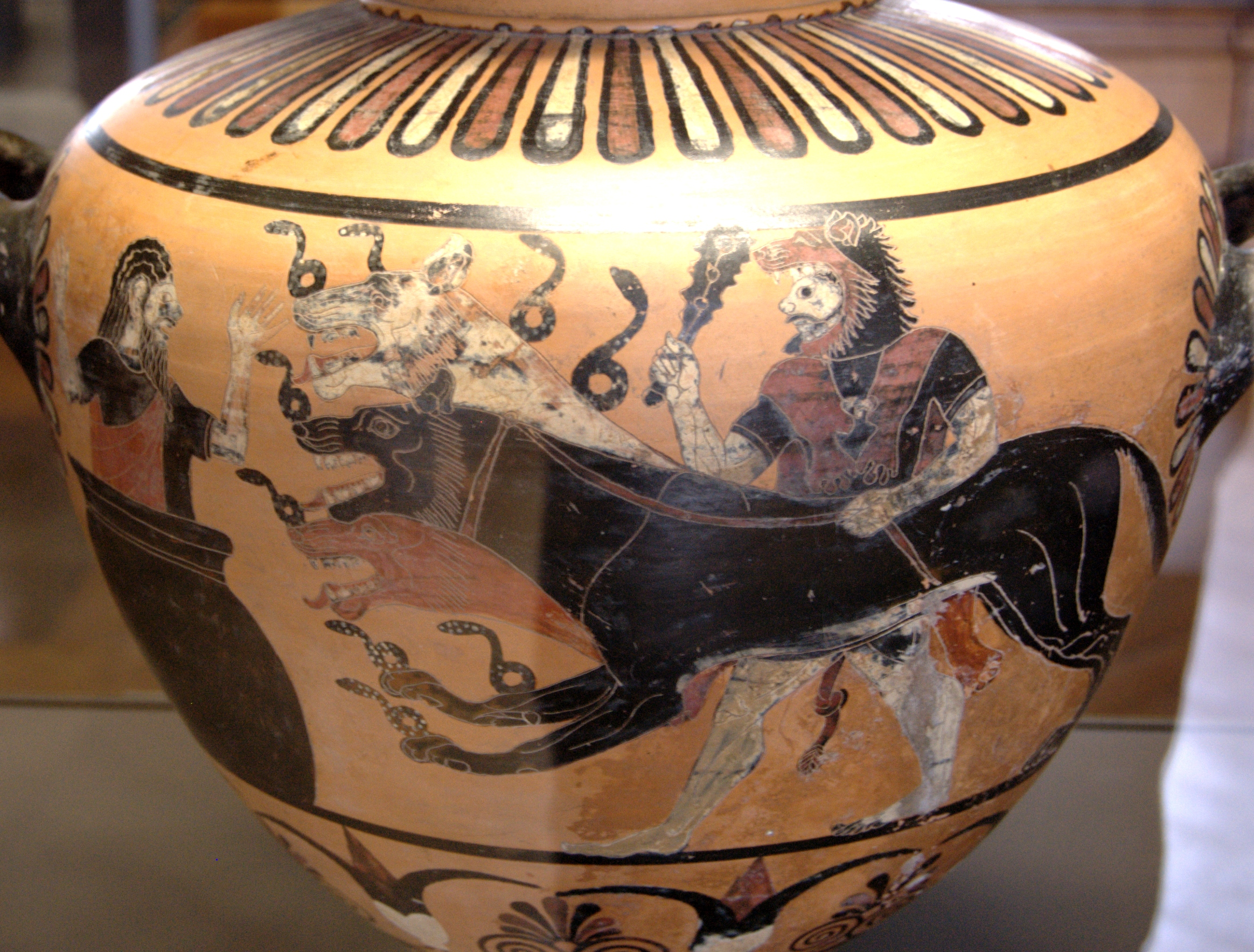
صورة للسربروس

كلب الجحيم أو سَرْبَرُوس أو سيربير أو شَرْشِير (باليونانية: Κέρβερος)‏ في الأساطير الإغريق والروم، هو كلب حراسة مُتوحش ذا ثلاثة رؤوس يحرس باب العالم السُفلي، أو مثوى الأموات، ويتألف شعر عنقه أو ذنبه من الأفاعي.